# Louis-Philippe Jean
Louis-Philippe Jean (né le 15 août 1984) est un homme fort québécois, qui participa au concours de L'Homme le plus fort du monde.
Champion québécois et canadien de dynamophilie, champion québécois, canadien et nord-américain dans les compétitions d’hommes forts. Champion québécois de Tir au poignet 2018.
Plus lourd total effectué en Powerlifting au canada Raw - 2290 bs - 905 lb squat / 530 bench Press/855 Deadlift

## Carrière d'homme fort
Louis-Phillipe Jean a débuté en compétition en d'homme fort à l'âge de 17 ans. Après plusieurs compétition amateur, il gravit tranquillement les échelons de la force au Québec. Il a concouru sur le circuit de la coupe du Québec de 2005 a 2008 pour y remporter le championnat du Québec à l'âge de 22. Il sera le plus jeune homme à remporter le titre. Il arrive troisième lors de sa première apparition à L'Homme le plus fort au Canada en 2006. 5e Position en 2007 à la même compétition, Jean fut invité aux compétitions sur le circuit international à la Super séries MOHEGAN SUN connecticut en mai 2007.
En 2008, Jean devint l'homme le plus fort du Canada, le plus jeune Québécois et Canadien à remporter le titre et à être invité au World Strongest Man Durant la même année, il fut invité au Championnat mondial FORTISSIMUS , un marathon d'épreuve de force en l'hommage du célèbre Louis Cyr, Il termina 4e à quelques points de la troisième place. Jean a remporté l'épreuve de l'Overhead Power Medley devant le celebre Zydrunas Zavickas.
Jean a été nommée l'homme le plus fort de l'année au Canada par Fortissimus en 2008 après avoir remporté le titre de L'Homme le plus fort au Canada.
Grâce à son haut placement à Fortissimus 2009 et sa seconde place au Championnat canadien en 2009, il put se qualifier pour L'Homme le plus fort du monde à Malte.
Il participa ensuite en 2010 World Strongest Man qui avait lieu en Afrique du Sud, manqua la finale par un demi point, en 2011 en Caroline du Nord termina troisième dans son groupe de qualification et 2012 en Californie à Los Angeles, aussi troisième après quelque minime erreur.
Durant sa carrière internationale, Louis-Philippe Jean participa à plusieurs championnats importants.
Warwick 2011 1re place.
Warwick 2012 2e place
Sweden 2010 4e place
Los Angeles Fit Expo 2010 3e place (Arnold Qualifier)
Los Angeles Fit Expo 2011 4e place (Arnold Qualifier)
Poland - WSM qualifier - 3e place
London Gest -2010  5e place
Avoriaz - 2009 1re place
Amqui 2013 - Nord American 1re place.
Fortissimus 2008 4e place
Fortissimus 2009 8e place
Championnat Canadien 2006 3e place
Championnat Canadien 2007 5e place
Championnat Canadien 2008 1re place
Championnat Canadien 2009 2e place
Plusieurs autres évènements sont non répertoriés.
Louis-Philippe Jean a battu le record du Canadien du lever du billot le 30 avril 2011 en soulevant 195,5 kg.
Dans le monde du Powerlifting, Jean a été une référence au flexion des jambes avec un record personnel de plus de 1000 lb en salle, et 905.5 en compétition complète.
Champion québécois (2007), canadien (2008 Expo Québec), nord-américain (2012 Warwick), Louis-Philippe Jean s'est battu contre les meilleurs athlètes de son sport et au niveau international a toujours été près ou sur les podiums.
Athlète naturel, fort d'une génétique peu commune, à 18 ans, pesait 300 lb et pouvait déjà bouger d'énormes charges.
Il se retira temporairement du sport de la force en 2013 à la suite de changement de carrière et de plan de vie.
Un accident de motoneige (il percuta une bloc de béton) lui a couté une fracture au fémur ainsi qu'une au bassin et l'empêcha de faire un retour à la compétition planifié pour 2015 à Kuala Lumpur en Malaisie.
Louis-Philippe a perdu la faculté de sa jambe gauche durant plus de 6 mois, dû marcher avec l'aide de canne de béquille et d'un ambulateur afin de pouvoir se déplacer.
De retour au gym après quelques semaines seulement pour limiter les dégâts de la chirurgie, son poids passa de 365 lbs a 319 lbs en raison de la chute de masse musculaire.
À la fin de 2015, LPJ avait repris 30 lbs, et recommençait les flexions des jambes à plus de 500 lb. Selon les docteurs, il était impossible que toute sa force soit de retour...
Une tige de titane ainsi que plusieurs vis font maintenant partie de son corps, celles-ci ne peuvent être retirées.
Il fit un retour à la compétition de powerliting dans la fédération WRPF a Québec au mois de mai 2017.
Il exécuta un total de 1917 lb aux trois levers, soit 700 livres au Squat, 485 lb au Bench Press et 725 lbs au Deadlift.
Louis-Philippe Jean décida de se trouver de nouveaux défis, ayant été déçu du monde de la force et la politique qui l'entoure.
En 2017, Louis Philippe Jean contacta Michel Roy, Alias le DESTROYER, chef du groupe de Tireur du DAWT (Destroyer Arm Wrestling Team) Afin de préparer une arrivée dans le sport du Arm Wrestling au Québec, et ensuite pour voir plus grand.
L'entrainement allait de bon train, les enseignements du destroyer ont été excellents.
Louis-Philippe Jean devint à sa première compétition Champion du Québec de la main droite, contre Alexandre Paquette, et vice champion de la main gauche contre le même tireur.
Par la suite, Louis-Philippe Jean se concentre sur ses clients dans son établissement d'entrainement personnalisé, situé à Port-Cartier sur la côte nord.
Représentant des Suppléments XPN.